# The Wild Fields
Pour plus de détails, voir Fiche technique et Distribution.
The Wild Fields (en ukrainien : Дике поле, Dike pole) est un film ukrainien de Iaroslav Lodyhin, librement inspiré par le roman de Serhiy Jadan Voroshylovhrad. Il porte sur le thème oriental. Le film est produit par Limelite Production en collaboration avec la chaîne de télévision « Ukraine », avec Media Group Ukraine, avec l'Agence ukrainienne du cinéma (Derzhkino) et avec le studio suisse de production « Film Brut ».
Le film sort publiquement en Ukraine le 9 novembre 2018.
La transposition cinématographique du roman de Serhiy Zhadan remporte le Connecting Cottubs Best Pitch Award en 2016, le Connecting Cottubs Producers Network Award 2016, le Connecting Cottubs Pitch Award 2017 et le Connecting Cottubs Work-In-Progress Award 2017.

## Synopsis
Le personnage principal, Herman Korolyov, revient dans son Donbass natal après sept ans d'éloignement. Il doit se pencher sur le problème de la disparition soudaine de son frère. Herman Korolyov rencontre des personnages réels et irréels, ses amis d'enfance, la mafia locale. Brusquement, à sa propre surprise, il décide de rester dans sa ville natale avec des gens qui l'aiment, qui le croient et qui ont besoin de lui pour les défendre.

## Distribution
- Oleg Moskalenko : Herman
- Volodymyr Yamnenko : Kocha
- Alexeï Gorbounov : le pasteur
- Ruslana Khazipova : Olya
- George Povolotsky : Travma
- Eugenia Muts : Nikolai Nikolaevich
- Igor Portyanko : caméo

## Le romanVoroshylovhrad
L'intrigue du film se base sur le roman de Serhiy Zhadan, "Voroshylovhrad". Mais le réalisateur Iaroslav Lodyhin et l'écrivain Serhiy Zhadan ont convenu avant le tournage que le livre et le film doivent être bien dissociés, car ce sont deux types d'œuvres différents, et le livre « doit être laissé pour compte ».
C'est d'ailleurs pour bien distinguer les deux œuvres qu'elles portent un nom différent. Le titre « Дике поле – Dike pole (Wild Fields) » qui est choisi pour le film est le nom historique de la région où le film est tourné.

## Production

### Estimation budgétaire
Le coût du film est estimé 1,1 million d'euros, soit 1,2 million de dollars. En 2016, le projet de film est le gagnant du neuvième pitching de Derzhkino, où le film reçoit 15 milliards de roubles sur le budget de l'État. Finalement, lors du Coco Best Pitch Award et du Coco Producers Network Award, le film reçoit 1,5 million d'euros supplémentaires. En mars 2018, il est révélé qu'en 2017, le film avait également collecté plus de 1,1 million de livres sterling (40000 francs suisses) sur la plateforme suisse de participation "wemakeit.com". Kyivstar, un fonds anonyme et TRK Ukraine rejoignent les financeurs du film.

### Préparation du tournage
En février 2013, le réalisateur ukrainien Yaroslav Lodyhin informe qu'il a commencé, avec l'écrivain Serhiy Zhadan, à préparer l'adaptation du roman "Voroshylovhrad". Au départ, le coût du film aurait dû être de 0,5 à 1 million de hryvnia. Des négociations avec des investisseurs ont lieu en Ukraine et à l'étranger. L'idée initiale, pendant un moment, est de créer une série de plusieurs saisons de 4 à 8 épisodes basés sur le roman, qui commenceraient en 2014 dans le sous-sol du SBU, où l'enquêteur tente de découvrir ce que les héros faisaient pendant l'occupation de la ville. Mais ils ont rejeté cette idée, car une histoire différente commençait à émerger.
Le scénario est de Iaroslav Lodyhin et Natalia Vorojbyt,

### Tournage et post-production
Le tournage du film commence le 31 juillet 2017 à Starobilsk, ville natale de Serhiy Zhadan, où se déroulent les événements décrits dans son roman. Le tournage à Starobilsk dure un peu plus d'un mois, puis continue à Kiev et se termine fin septembre 2017. [16] Après le tournage, le montage du film dure jusqu'au printemps 2018. Le 4 septembre 2018, les producteurs présent le film terminé à Derzhkino.

### Langue du film
La plupart des personnages du film parlent un mélange d'ukrainien et de russe, le surzhyk  . "The Wild Fields" devient le deuxième long métrage dans cette langue de l'histoire du cinéma ukrainien, après le film Assomption (2017), où presque tous les acteurs parlent surzhyk. Le réalisateur Yaroslav Lodyhin décide de tourner ainsi le film. Il décide que la plupart des héros parleront en surzhik, et que seuls les quelques diplômés parleront soit l'ukrainien soit le russe.

### Bande sonore
La plupart des thèmes musicaux du film sont écrits par le compositeur et célèbre pianiste Fima Chupakhin. Oleg Kadanov participé à la création de la musique du film.

#### Chansons
- Zahar May : Supchyk, en russe
- Groupe « Alliance » : Na zare, en russe
- Groupe « Mantra Kerouaca » : Bouddha, en ukrainien
- Groupe « Brudni » : Lyshylasya odna, en ukrainien
- Groupe « DakhaBrakha » : Tataryn-bratko, en ukrainien
- Groupe « Orkestr Che » : Boh seryoznyy cholovik, en ukrainien
- Groupe « Ricchi e Poveri » : Piccolo Amore, en italien

#### Compositions acoustiques (sans paroles)
- Groupe « Quatuor acoustique » : Khomyak.

## Diffusion
Le premier trailer officiel du film "The Wild Fields" est présenté le 12 juillet 2018.
À l'origine, il était prévu que le film sorte dans une grande salle ukrainienne le 11 octobre 2018, mais finalement la première est reportée au 8 novembre 2018. Les partenaires officiels du film sont "Kyivstar", "Media Group Ukraine" / TRK Ukraina et Derzhkino.

## Accueil
Le film reçoit des jugements médiocres de la part des critiques de cinéma ukrainiens ; ainsi, selon le critique de cinéma Yaroslav Pidhora-Gvyazdovsky, "The Wild Fields" s'avère n'être qu'un film médiocre. Dans sa critique du film de Diana Kurishko sur BBC News Ukraine, il indique qu'après la première de "The Wild Fields", il a recueilli des commentaires controversés de la part des spectateurs et des critiques de cinéma. 
La grande majorité des critiques de cinéma ukrainiens ont qualifié "The Wild Fields" de film médiocre, mais un certain nombre de critiques de cinéma ont une vision radicalement différente du film et ont émis des jugements très favorables. Les critiques de cinéma qui ont réagi le plus positivement à propos de ce film affirment que l'une de ses plus grandes qualité est la performance de Serhiy Mikhalchuk et la description de la vie dans le Donbass.
Le film remporte rapidement un grand succès au box office, avec 15 000 spectateurs dès les quatre premiers jours.